# André-Joseph Fribourg-Blanc
André-Joseph Fribourg-Blanc, francoski general, * 1888, † 1963.